# Тори дел Бенако
Тори дел Бенако (итал. Torri del Benaco) је насеље у Италији у округу Верона, региону Венето.
Према процени из 2011. у насељу је живело 2453 становника. Насеље се налази на надморској висини од 72 м.

## Становништво
Према резултатима пописа становништва 2011. у општини је живело 2.802 становника.
| 1931. | 1936. | 1951. | 1961. | 1971. | 1981. | 1991. | 2001. | 2011. |
| ----- | ----- | ----- | ----- | ----- | ----- | ----- | ----- | ----- |
| 1.825 | 1.845 | 1.950 | 2.029 | 2.283 | 2.383 | 2.474 | 2.626 | 2.802 |